# 心灵捕手
《心靈捕手》（英語：Good Will Hunting）是一部1997年美國劇情片，由葛斯·范桑執導，故事發生地是麻省的波士頓，主要在多倫多取景拍摄。故事圍繞在年輕人威爾·杭汀（Will Hunting），一個在麻省理工學院擔任清潔工，卻在高等數學方面有著過人天賦的叛逆天才。在教授西恩·麥奎爾和朋友查克的幫助下，威爾最終把心靈打開，消除了人際隔閡，並找回了自我和愛情。
本片在當年的奧斯卡入圍了9個獎項，演員麥特·戴蒙聯合班·艾佛列克及羅賓·威廉斯也在當年分別獲得了最佳編劇獎和最佳男配角獎。

## 劇情
任教於麻省理工學院數學系的費爾茲數學獎得主吉拉德·藍伯教授在他系上的公佈欄寫下一道他覺得十分困難的題目，希望他那些傑出的學生能解開答案，可是卻無人能解。結果一個年輕的清潔工威爾·杭汀卻在下課打掃時，發現了這道數學題，並輕易的解開這個難題。藍伯得知有人解開他的問題之後，又下了另一道更難的題目，要找出這個數學天才。
威爾聰明絕頂卻叛逆不羈，成天和好朋友查克·蘇理凡等人四處閒逛，打架滋事。當藍伯找到這個天才的時候，他正因為打架襲警而被少年法庭宣判送進少年觀護所。藍伯向法官求情保釋，才讓威爾免受牢獄之災。藍伯為了讓威爾找到自己的人生目標，不浪費他的數學天賦，請了很多心理學家為威爾做輔導，但是威爾十分抗拒，而輔導威爾的心理學家們都被威爾洞悉心理而遭到羞辱，紛紛宣告威爾已「無藥可救」。與此同時，威爾在因緣際會下認識了一名哈佛女大生史凱拉，並與其交往，然而由於自身背景產生的自卑感，使他無法掏心面對史凱拉，致使兩人感情始終無法更進一步。
藍伯在無計可施的情況下，只好向他的大學同學及好友心理學教授西恩·麥奎爾求助，希望西恩能夠幫助威爾打開心房，將威爾導正成他所期待的傳統典型。在西恩的努力下，兩人由最初的相互攻防對峙轉化成探索內心啟發的友誼，而在彼此心靈激盪影響之下，西恩走出了喪妻之痛，而威爾也因此漸漸敞開心胸，走出了孤獨的陰影，實現自我並追求真愛。

## 評價
爛番茄在2022年12月，依照爛番茄駐站影評家評分整理羅賓·威廉斯電影排行榜名單，本片排名第1名。

## 演員表
| 演員                              | 角色                         |
| --------------------------------- | ---------------------------- |
| 麥特·戴蒙 Matt Damon              | 威爾·杭汀 Will Hunting       |
| 羅賓·威廉斯 Robin Williams        | 西恩·麥奎爾 Sean Maguire     |
| 班·艾佛列克 Ben Affleck           | 查克·蘇理凡 Chuckie Sullivan |
| 史戴倫·史柯斯嘉 Stellan Skarsgård | 吉拉德·藍伯 Gerald Lambeau   |
| 蜜妮·卓芙 Minnie Driver           | 史凱拉 Skylar                |
| 凱西·艾佛列克 Casey Affleck       | 摩根·歐梅利 Morgan O'Mally   |
| 科爾·豪瑟 Cole Hauser             | 比利·麥布萊德 Billy McBride  |
| 約翰·麥頓 John Mighton            | 湯姆 Tom                     |

## 製作
主體拍攝於1997年4月14日開始，拍攝地包含波士顿、多伦多和安大略省。

## 所獲榮譽
第70屆奧斯卡金像獎
- 最佳男配角獎（羅賓·威廉斯）
- 最佳原创剧本奖（麥特·戴蒙，班·艾佛列克）
- 最佳電影獎提名（Lawrence Bender）
- 最佳男主角提名（麥特·戴蒙）
- 最佳女配角提名（蜜妮·卓芙）
- 最佳導演獎提名（格斯·范·桑特）
- 最佳剪輯獎提名（Pietro Scalia）
- 歌曲獎提名（艾略特·史密斯）
- 原作配樂獎提名（丹尼·葉夫曼）

第55屆金球獎
- 最佳劇本獎（麥特·戴蒙，班·艾佛列克）
- 最佳電影獎（劇情類）提名
- 最佳男演員獎（劇情類）提名（麥特·戴蒙）
- 最佳男配角獎（劇情類）提名（羅賓·威廉斯）

## 軼事
- 導演葛斯·范桑曾經要求麥特·戴蒙和班·艾佛列克把劇本重寫，以讓查克在工地意外中身亡。雖然戴蒙和艾佛列克提出抗議，但他們還是勉強地寫了那一段情節。當范桑讀了之後，他同意那是一個很糟糕的念頭。
- 羅賓·威廉斯在戲中的一句經典對白「這不是你的錯」（" It's Not Your Fault"），成為流行文化，成為電影的名稱及流行歌曲歌名。
- 羅賓·威廉斯在戲中的最後一句對白，「小渾球，偷了我的台詞（"Son of a bitch, stole my line"），是臨時穿插的，並沒有出現在劇本原稿內。
- 威爾給查克的求職信中的公司名字叫「Holden & McNeil」，班·艾佛列克在愛，上了癮的角色也是「Holden McNeil」。
- 威爾乘坐的那款地鐵車早在1994年退役，馬薩諸塞灣交通局（MBTA）後來從封存庫中調出其中一列並加以整理，作拍攝用途。
- 蜜妮·卓芙的角色史凱拉是以戴蒙當時的女友而命名的。史凱拉在電影開始拍攝之前就和戴蒙分手了。戴蒙和卓芙兩人的感情在製作期間得到浪漫式的發展。
- 電影開始時看到的數學公式是數學法當中一門叫「傅立葉分析」的技巧，相當於正弦和餘弦之類的函數。它在物理學和工程學中被廣泛地應用。
- 在公園長椅的那一幕，西恩舉出了一個威爾沒有經歷過的愛情例子，並形容為「往返地獄」（「Going to hell and back for it」）。在他的下一部電影美夢成真中，威廉斯果真在他的愛妻自殺後穿梭於地獄之間。
- 影片中的講堂實際上是加拿大安大略省的多倫多大學（St. George校園）內McLennan物理實驗室的MP102講堂。
- 羅杰·伊伯特在其專欄（Movie Answer Man）中，問道威爾的兄弟Marky、Ricky、Danny、Terry、Mikey、Davey、Timmy、Tommy、Joey、Robby、Johnny和 Brian的名字來源。明尼蘇達州明尼阿波利斯的Gina Dante提出他們其實是「麥特·戴蒙和班·艾佛列克想要合作的導演們」：Marc Rocco、李察·艾登堡祿、丹尼·鮑伊、泰瑞·吉連、Mikael Salomon、大衛·芬奇、蒂姆·伯顿、湯姆·漢克斯、喬伊·舒馬克、勞勃·瑞福、吳宇森和布萊恩·狄帕瑪。
- 當西恩和威爾在他的辦公室時，西恩開始聊到他的亡妻和她生前的有趣行為。那些對白是羅賓·威廉斯臨場加插的，這就是麥特·戴蒙當時大笑的原因。如果仔細地把該幕看過一遍，會注意到鏡頭些微晃動。（攝影師也可能在笑著）
- 當威爾（麥特·戴蒙）和西恩（羅賓·威廉斯）第一次在西恩的辦公室會面時，威爾建議西恩閱讀霍華德·津恩的「People's History of the United States」（美國人民的歷史）。麥特·戴蒙兒時曾與津恩為鄰，後來他還為津恩的有聲書的摘要錄音。
- 在2003年的美國作家協會（英语：American Writers Association）研討會中，William否認了他是心靈捕手的編劇的傳聞：「我當然很樂意說我寫了該劇本。事實就是這樣：我死後的訃告中會提到我就是原作者，因為人們並不相信那兩個可愛的傢伙寫了它。但是，他們有的就是原稿。它是他們寫出來的。他們把他交給羅伯·雷納，而羅伯瞭解到劇本的大部分牽涉了FBI想要利用麥特·戴蒙在數學上的天份，讓他從事間諜活動的劇情。羅伯說道『把這些都刪掉吧』。後來他們把劇本交給我 - 我和他們在紐約會面 - 而我僅僅對他們說道『羅伯是對的，把那些FBI的東西通通都給刪了吧。你們可以寫關於家庭，波士頓和那些美好的事物』。而他們做到了。我想人們因為他們（麥特·戴蒙和班·艾佛列克）的職業（演員）和作品不相符而不願承認那就是他們寫的，我覺得這樣是很糟糕的。我告訴你誰曾寫過不可思議的劇本，就是席維斯·史特龍，洛基的劇本。天，試著讀一讀它，它是極好的。它的內容就是那麼不可思議。但史特龍突然停止不寫了，因為他覺得電影明星比作家更容易賺錢。不過我真的沒寫心靈捕手，唉！我並沒寫到『這不是你的錯』那一幕。我認為在座百分之一百四十八的人都看過心理治療師。而我自己早就看過了。好萊塢電影經常有一個心理治療師對一個病人的這樣一個念頭。我的意思是說，羅賓·威廉斯熱情地擁抱麥特·戴蒙那一幕，『這不是你的錯』。我想，天哪，這一幕一定令弗洛伊德極為痛苦。但好萊塢電影就是喜歡用心理治療師營造那種場景氣氛。」
- 羅伯·雷納的製作公司城堡石娛樂公司，原本擁有心靈捕手的劇本版權。當他們不知道要怎樣處理它時，電影製作人凱文·史密斯把它賣給了米拉麥克斯影業。這使心靈捕手成為米拉麥克斯影業有史以來最賺錢的電影，這個紀錄一直維持到2002年才被芝加哥打破。
- 麥特·戴蒙，哈佛大學校友，原本想把主角塑造成物理學天才。他和當時的哈佛大學教授兼諾貝爾物理學獎得主謝爾登·格拉肖討論了該想法。格拉肖告訴戴蒙他的假設並不成立，而且建議他把主角改寫成一個數學天才。他還介紹了在麻省理工擔任數學教授的姐夫/妹夫Daniel Kleitman（英语：Daniel Kleitman）給戴蒙認識，為電影提供意見。後來格拉肖和Kleitman兩人的名字都在電影的致謝名單中出現。
- 威爾在片頭抹地時，他的標籤寫的是「Bob」，而不是「Will」。
- 那個列印在（威爾和查克工作的）建築公司的標牌上的電話號碼其實是麥特·戴蒙在馬薩諸塞州劍橋市的高中求學時期在當地一家建築公司工作的電話號碼。
- 麥特·戴蒙當時的真正女友Skylar，1997年與Metallica的鼓手拉爾斯·烏爾里希結婚但於2004年離婚，現為急症室醫生。
- 導演葛斯·范桑親自替掛在西恩·馬奎爾（羅賓·威廉斯）的辦公室的畫像作畫。
- 早期的劇本草稿中描寫了威爾·杭汀被政府僱用為解碼專家（基於他超凡的數學能力）。據說羅伯·雷納研究了該劇本後建議麥特·戴蒙和班·艾佛列克把那段情節刪掉。雖然如此，最終版的劇本還是提及了此事：威爾與美國國家安全局（NSA）的官員會面，並解釋為何他不要為他們工作的那一幕。
- 麥克·溫特伯頓拒絕了導演此片的邀請。
- 致謝名單最後一行寫的是「獻給艾倫·金斯堡和威廉·柏洛茲」。（「In Memory Of Allen Ginsberg & William S. Burroughs」）兩人均為美國文人。
- 當羅賓·威廉斯贏了奧斯卡最佳男配角時，他送給為他在德語版電影配音的Peer Augustinski（英语：Peer Augustinski）一座奧斯卡金像的複製品和一張字條，並寫著「感謝你讓我在德國出名」。
- 這部電影被首映評選為「史上最被高估的二十部電影」（"The 20 Most Overrated Movies of All Time"）之一。
- 據說班·艾佛列克和麥特·戴蒙是用擲骰子來決定由誰擔任此部電影男主角。

## 失誤
- 剛開始不到5分鐘的黑板，前一幕是拉下來的，下一幕卻跑上去了。
- 約開始10分鐘左右四人在車上，換幕之後車窗就濕了。
- 約開始1小時半，兩人坐在咖啡廣場的陽光。
- 在電影一開始的課堂裡，藍伯教授的授課內容為傅立葉分析的帕塞瓦爾定理(英語:Parseval theorem)，但寫於公布欄的題目屬圖論的範疇，與電影中所言不符。

## 外部連結
- TCM电影资料库上《心灵捕手》的资料（英文）
- 互联网电影数据库（IMDb）上《心靈捕手》的资料（英文）
- 豆瓣电影上《心靈捕手》的資料 （简体中文）
- AllMovie上《心灵捕手》的资料（英文）
- Box Office Mojo上《心灵捕手》的資料（英文）
- 爛番茄上《心灵捕手》的資料（英文）
- Screenplay on IMSDb （页面存档备份，存于）